# Wales Reli Velika Britanija
Wales Reli Velika Britanija  najveća je i najpoznatija automobilistička reli utrka Ujedinjenom Kraljevstvu. 
Reli je jedna od utrka Svjetskog prvenstva u reliju i održava se u okolici Cardiffa, Wales. 
Od 1933. – 1998.g. bio je poznat kao RAC Reli a od 1999. pod novim je imenom.

## Pobjednici

### Višestruki pobjednici (vozači)
Podebljani vozači su i dalje aktivni u natjecanju svjetskog reli prvenstva.
| Pobjede | Vozač              | Pobjednička godina                |
| ------- | ------------------ | --------------------------------- |
| 5       | Sébastien Ogier    | 2013., 2014., 2015., 2016., 2018. |
| 4       | Hannu Mikkola      | 1978., 1979., 1981., 1982.        |
| 4       | Petter Solberg     | 2002., 2003., 2004., 2005.        |
| 3       | Timo Mäkinen       | 1973., 1974., 1975.               |
| 3       | Juha Kankkunen     | 1987., 1991., 1993.               |
| 3       | Colin McRae        | 1994., 1995., 1997.               |
| 3       | Richard Burns      | 1998., 1999., 2000.               |
| 3       | Sébastien Loeb     | 2008., 2009., 2010.               |
| 2       | Henri Toivonen     | 1980., 1985.                      |
| 2       | Carlos Sainz       | 1990., 1992.                      |
| 2       | Marcus Grönholm    | 2001., 2006.                      |
| 2       | Jari-Matti Latvala | 2011., 2012.                      |

### Višestruki pobjednici (proizvođači)
Podebljani proizvođači su i dalje aktivni u natjecanju svjetskog reli prvenstva.
| Pobjede | Proizvođač | Pobjednička godina                                                                        |
| ------- | ---------- | ----------------------------------------------------------------------------------------- |
| 13      | Ford       | 1973., 1974., 1975., 1976., 1977., 1978., 1979., 2006., 2007., 2011., 2012., 2017., 2018. |
| 9       | Subaru     | 1994., 1995., 1997., 1999., 2000., 2002., 2003., 2004., 2005.                             |
| 4       | Lancia     | 1985., 1987., 1988., 1991.                                                                |
| 4       | Toyota     | 1990., 1992., 1993., 2019.                                                                |
| 4       | Volkswagen | 2013., 2014., 2015., 2016.                                                                |
| 3       | Audi       | 1981., 1982., 1983.                                                                       |
| 3       | Peugeot    | 1984., 1986., 2001.                                                                       |
| 3       | Citroën    | 2008., 2009., 2010.                                                                       |
| 2       | Mitsubishi | 1989., 1998.                                                                              |

### Pobjednici po godinama
| Godina | Vozač              | Automobil                       |
| ------ | ------------------ | ------------------------------- |
| 1973.  | Timo Mäkinen       | Ford Escort RS 1600 MKI         |
| 1974.  | Timo Mäkinen       | Ford Escort RS 1600 MKI         |
| 1975.  | Timo Mäkinen       | Ford Escort RS 1800 MKII        |
| 1976.  | Roger Clark        | Ford Escort RS 1800 MKII        |
| 1977.  | Björn Waldegård    | Ford Escort RS 1800 MKII        |
| 1978.  | Hannu Mikkola      | Ford Escort RS 1800 MKII        |
| 1979.  | Hannu Mikkola      | Ford Escort RS 1800 MKII        |
| 1980.  | Henri Toivonen     | Talbot Sunbeam Lotus            |
| 1981.  | Hannu Mikkola      | Audi Quattro                    |
| 1982.  | Hannu Mikkola      | Audi Quattro                    |
| 1983.  | Stig Blomqvist     | Audi Quattro A2                 |
| 1984.  | Ari Vatanen        | Peugeot 205 Turbo 16            |
| 1985.  | Henri Toivonen     | Lancia Delta S4                 |
| 1986.  | Timo Salonen       | Peugeot 205 Turbo 16 E2         |
| 1987.  | Juha Kankkunen     | Lancia Delta HF 4WD             |
| 1988.  | Markku Alén        | Lancia Delta Integrale          |
| 1989.  | Pentti Airikkala   | Mitsubishi Galant VR-4          |
| 1990.  | Carlos Sainz       | Toyota Celica GT-4 (ST165)      |
| 1991.  | Juha Kankkunen     | Lancia Delta Integrale 16V      |
| 1992.  | Carlos Sainz       | Toyota Celica Turbo 4WD (ST185) |
| 1993.  | Juha Kankkunen     | Toyota Celica Turbo 4WD (ST185) |
| 1994.  | Colin McRae        | Subaru Impreza 555              |
| 1995.  | Colin McRae        | Subaru Impreza 555              |
| 1996.  | Nije održan        | Nije održan                     |
| 1997.  | Colin McRae        | Subaru Impreza S3 WRC '97       |
| 1998.  | Richard Burns      | Mitsubishi Carisma GT Evo V     |
| 1999.  | Richard Burns      | Subaru Impreza S5 WRC '99       |
| 2000.  | Richard Burns      | Subaru Impreza S6 WRC '00       |
| 2001.  | Marcus Grönholm    | Peugeot 206 WRC                 |
| 2002.  | Petter Solberg     | Subaru Impreza S7 WRC '01       |
| 2003.  | Petter Solberg     | Subaru Impreza S9 WRC '03       |
| 2004.  | Petter Solberg     | Subaru Impreza S10 WRC '04      |
| 2005.  | Petter Solberg     | Subaru Impreza S11 WRC '05      |
| 2006.  | Marcus Grönholm    | Ford Focus RS WRC '06           |
| 2007.  | Mikko Hirvonen     | Ford Focus RS WRC '07           |
| 2008.  | Sébastien Loeb     | Citroën C4 WRC                  |
| 2009.  | Sébastien Loeb     | Citroën C4 WRC                  |
| 2010.  | Sébastien Loeb     | Citroën C4 WRC                  |
| 2011.  | Jari-Matti Latvala | Ford Fiesta RS WRC              |
| 2012.  | Jari-Matti Latvala | Ford Fiesta RS WRC              |
| 2013.  | Sébastien Ogier    | Volkswagen Polo R WRC           |
| 2014.  | Sébastien Ogier    | Volkswagen Polo R WRC           |
| 2015.  | Sébastien Ogier    | Volkswagen Polo R WRC           |
| 2016.  | Sébastien Ogier    | Volkswagen Polo R WRC           |
| 2017.  | Elfyn Evans        | Ford Fiesta WRC                 |
| 2018.  | Sébastien Ogier    | Ford Fiesta WRC                 |
| 2019.  | Ott Tänak          | Toyota Yaris WRC                |